# Villensaari (ö i Norra Karelen)
Villensaari är en halvö i Finland. Den ligger i sjön Haaralampi och i kommunen Ilomants i den ekonomiska regionen  Joensuu ekonomiska region  och landskapet Norra Karelen, i den östra delen av landet, 400 km nordost om huvudstaden Helsingfors.